# فيفث هارموني
فيفث هارموني (بالإنجليزية: Fifth Harmony)‏ هي فرقة فتيات أمريكية تشكلت في الموسم الثاني من ذا إكس فاكتور الولايات المتحدة الأمريكية في يوليو 2012 . تتكون الفرقة من اربع فتيات: ، لورين هراقي، نورماني هاميلتون، ألي بروك هيرنانديز، داينا جين هانسن.قامت الفرقة بتوقيع عقد مع سيكو الموسيقى، التي يملكها سيمون كويل، ومع ابيك ريكوردز بعد الانتهائهم في المركز الثالث وراء تيت ستيفنز وكارلي روز. منذ ذلك الحين قد أصدرو أسطوانة مطولة أفضل معا (2013) وألبوم انعكاس (2015) وألبوم 7/27 (2016) وفي الوقت الحاضر وقعوا مع شركه mavrick التي يتواجد فيها الكثير من الفنانين مثل: بريتني سبيرز وسابقا مايكل جاكسن

## التاريخ

### 2012: ذا إكس فاكتور
تتكون فيفث هارموني من خمسة المطربين الذين تم اختبارهم بنجاح كمغنين منفردين في الموسم الثاني من إكس فاكتور الولايات المتحدة الأمريكية في عام 2012، لكنهم فشلوا في التقدم بشكل فردي إلى المرحلة التالية. في 27 تموز2012، تشكلت كمجموعة في نهاية بوت كامب من قبل سيمون كويل وديمي لوفاتو، وبالتالي تأهلوا لفئة «المجموعات».في الأصل، كان اسم المجموعة «ليلاس» (اختصار لأحبك مثل أخت)، ولكن ادعى مجموعة أخرى تسمى «ليلاس» (الذي يتكون من أربعة من الأخوات برونو مارس) أن العرض سرق اسمهم. وبعد ذلك غيرت الفرقة اسمها إلى 1432، الذي أعلن عنه في أول عرض حي على 31 أكتوبر 2012، وخلالها قاموا بغناء «نحن لن نعود أبدا معا» تايلور سويفت.
كان سيمون كويل ول.أ ريد ينتقدون الاسم الجديد، واقترح كويل إعادة تسمية مرة أخرى.خلال نتائج البث الحي الأولى في 1 نوفمبر، 2012، 1432 أدى أغنية «ناطحة سحاب» من قبل ديمي لوفاتو. قرر كويل إرسال 1432 من إلى توب 12 وأعلن أنه سيتم إعادة تسميت الفرقة من قبل المشاهدين على الإنترنت. تم الإعلان عن اسم اختاره الجمهور: «فيفث هارموني».ي مرحلة الدور نصف النهائي من العرض، أدوا ايلي غولدنغ «أي شيء يمكن أن يحدث»، وكذلك شونتيل في «مستحيل» (للمرة الثانية خلال المنافسة). أدائهم ل«المستحيل» تلقى ملاحظات سلبية من معظم الحكام لأنهم سبق أن أداؤها في المنزل سيمون كويل. ثلاثة من أعضاء المجموعة (كاميلا، لورين، وألي) غنوا أجزاء من الأغنية بالاسبانية بطلاقة. نتائج تصويت الجمهور في الليلة التالية أوصل فيفث هارموني إلى النهائي جنبا إلى جنب مع تيت ستيفنز وكارلي روز.
في بداية عرض حي، قام فيفث هارموني بأداء أغنية ايلي غولدنغ «أي شيء يمكن أن يحدث» للمرة الثانية بأنها «أغنية من سلسلة». كانت الأغنية الثانية من دويتو مع ديمي لوفاتو حيث قاموا بأداء «أعط قلبك استراحة». الأغنية الأخيرة للليلة كانت «فليكن» لفرقة البيتلز. بعد الجولة الأولى من نهائيات لم يتلقوا ما يكفي من أصوات الجمهور للتقدم إلى أعلى 2، وانتهوا في المرتبة 3 في 20 ديسمبر 2012.

### 14-2013: أفضل معا
شهر واحد بعد إكس فاكتور الموسم 2، في 14 يناير 2013، بدأ فيفث هارموني في تسجيل كوفر لأغاني وتحميلها على يوتيوب. ثلاثة من هذه الأغنيات تلقت ثناء من الفنانين الأصليين، وهما إد شيران، أريانا غراندي وميكي إيكو.
أول أسطوانة مطولة لهم بعنوان «أفضل معا» (بالإنجليزية: Better Together)‏ صدر في أكتوبر 22، الذي بلغ المركز السادس في بيلبورد 200 . وبيع منه 28,000 نسخة في الأسبوع الأول. بلغت أسطوانة مطولة أيضا في المرتبة الثالثة في بيلبورد ألبومات رقمية مخططة للولايات المتحدة. صدرت النسخة الإسبانية باسم «Juntos و Juntos الصوتية»، وأفرج عنه في 8 تشرين الثاني، وبلغ المركز الثاني و 12 على التوالي في بيلبورد أعلى الالبومات اللاتينية مبيعا.الأغنية الرئيسية للأسطوانة، «ميس موفن' ٱون» بلغت بيلبورد هوت 100 للولايات افي المرتبة ستة وسبعين.
طوال شهري يوليو وأغسطس 2013، أجرو عروض مباشرة في مراكز التسوق في جميع أنحاء الولايات المتحدة في جولة بعنوان «التناغم أمريكا».وفي 5 أغسطس 2013 احتفلت مجموعة فتياة بالذكرى السنوية لمدة عام واحد بتنفيذ خمسة عروض في مدينة نيويورك.

### 2014 إلى الوقت الحاضر: انعكاس
انعكاس (بالإنجليزية: Reflection)‏ هو أول ألبوم من قبل فيفث هارموني، وقد أفرج عنه في 30 يناير عام 2015، من قبل سيكو الموسيقى وابيك ريكوردز. الأغنية الرئيسية للألبوم صدرت في 7 يوليو 2014، حيث بلغ المرتبة 43 في بيلبورد هوت 100 للولايات المتحدة وعن قريب سيصدرون البومهم الثالث الذي اعلنوا عن انتهائه في 2017 وهو أول البوم امتلكت فيه الفتيات الحقوق لكتابه أغلب اغاني الألبوم مثل أغنية: lonely night , messy .

## الأعضاء

### الحاليون

#### ألي بروك هيرنانديز
ولدت أليسون بروك هيرنانديز (بالإنجليزية: Allyson Brooke Hernandez)‏ في سان أنطونيو، تكساس يوم للوالدين جيري وباتريشيا هيرنانديز. أم ألي تعاني من اعوجاج العمود الفقري وتحدثت ألي خارج عن نضالات المرض وكيف أظهرت والدتها «قوة كبيرة». وفي أوائل عام 2015، قرر المشجعين فيفث هارموني ببدء مخطط "GoFundMe" للمساعدة في جمع المال لتكاليف السيدة هرنانديز الطبية. ألي لها أخ أكبر سنا يدعى براندون. وهي من أصل مكسيكي.

#### نورماني كوردي هاميلتون
ولدت نورماني كوردي هاميلتون (بالإنجليزية: Normani Hamilton)‏ في أتلانتا، جورجيا يوم للوالدين ديريك واندريا هاميلتون. أمضت سنواتها الأولى في نيو أورليانز. انتقلت عائلتها إلى مدينة هيوستن بولاية تكساس بعد إعصار كاترينا في عام 2005. لنورماني نصف الأخواتين أكبر سنا، أريل وآشلي. بدأت هاميلتون الغناء منذأن كانت في الثالثة، وهي حائزة على جائزة في رقص والجمباز قبل تسجيل أول أغنية لها في سن ال 13وحاليا في 2017 نورماني اشتركت في برنامج dwts  أي الرقص مع النجوم لتحقق حلمها منذ الصغر مع شريكها فال ولكن انهت المسابقة في المرتبة الثالثه

#### لورين هراقي
ولدت لورين مايكل هراقي (بالإنجليزية: Lauren Michelle Jauregui)‏ في ميامي، فلوريدا يوم للوالدين مايكل وكلارا هراقي. لديها شقيقان. تايلور وكريس هراقي هي من أصل كوبي ذكرت جورني،بارامور، وذا سكرايبت، أليشيا كيز، وكريستينا أغيليرا كأكبر التأثيرات لها. حضرت مدرسة كرولتون القلب المقدس منذ الصف السابع.

#### داينا جين هانسن
ولدت دينا جين هانسن (بالإنجليزية: Dinah Jane Hansen)‏ في سانتا أنا، كاليفورنيا يوم للوالدين غوردون ومليكة. وقالت انها هي الأكبر من ثمانيه أشقاء. هي من البولينيزية، تونجا والنسب الدنماركية.

### السابقون

#### كاميلا كابيو
كارلا كاميلا كابيو (بالإنجليزية: Karla Camila Cabello)‏ عضوه سابقه في الفرقة ولدت في كوبا يوم للوالدين اليخاندرو وسنوهي كابيو. لديها أخت واحده صوفيا. هي المكسيكية وكوبية النسب. عندما كانت عمرها خمس سنوات، عاشت كاميلا في هافانا ثم انتقلت إلى المكسيك قبل الانتقال بشكل دائم إلى ميامي، فلوريدا. ترعرعت وهي تستمع للفنانين أسبانيين مثل سيليا كروز واليخاندرو فرنانديز.

## الإصدارات

### الألبومات
| إنعكاس | Reflection | 2015 |              |               |      |
| 7/27   | 7/27       | 2016 | فيفث هارموني | fifth harmony | 2017 |

### الأغاني المنفردة
| الأغنية                    | بالإنجليزية              | السنة |
| -------------------------- | ------------------------ | ----- |
| ملكه جمال النسيان          | Miss Movin' On           | 2013  |
| رئيس                       | Boss                     | 2014  |
| مطرقه                      | Sledgehammer             | 2014  |
| استحقه                     | Worth It                 | 2015  |
| أنا في حب مع وحش           | I'm In Love With Monster | 2015  |
| عمل من المنزل              | Work From Home           | 2016  |
| الجميع في رأسي مع فيتي واب | All in My Head           | 2016  |
| هذه فتاتي                  | That's My Girl           | 2016  |

## روابط خارجية
- فيفث هارموني على موقع IMDb (الإنجليزية)
- فيفث هارموني على موقع ميوزك برينز (الإنجليزية)
- فيفث هارموني على موقع أول ميوزيك (الإنجليزية)
- فيفث هارموني على موقع ديسكوغز (الإنجليزية)